# Kałużnica czarna
Kałużnica czarna (Hydrophilus aterrimus) – gatunek dużego chrząszcza wodnego z rodziny kałużnicowatych.

## Wygląd
Kałużnica czarna osiąga 35–45 mm długości. Posiada czarne owalne ciało pokryte twardym czarnym pancerzem z zielonkawym odcieniem. Dość długie głaszczki, czułki krótkie. Kałużnica czarna jest podobna do kałużnicy czarnozielonej (Hydrophilus piceus).

## Występowanie
Gatunek występuje w znacznej części Palearktyki. W Polsce kałużnica czarna jest dość rzadka, spotykana tylko w pobliżu gęsto zarośniętych, czystych i płytkich zbiorników wodnych. Pospolita jeszcze jedynie w Bieszczadach. W roku 2004 objęta całkowitą ochroną gatunkową, jednak w Rozporządzeniach Ministra Środowiska z 6 października 2014 i 16 grudnia 2016 kałużnica czarna nie została uwzględniona, co oznacza, że obecnie nie jest gatunkiem objętym ochroną w Polsce.

## Tryb życia
Dorosłe kałużnice są roślinożerne zjadają martwe i świeże części roślin. Samica na początku lata składa pakiety jaj wypełnione powietrzem (w jednym pakiecie jest 35–50 jaj). Larwy są czarnobrązowe, silnie wydłużone, z czerwoną głową i dość dużymi żuwaczkami. Dość słabo pływają, zazwyczaj stale przebywają wśród roślin. Są drapieżne, polują głównie na ślimaki wodne, przede wszystkim błotniarki i zatoczki. Ofiarę zabijają silnymi żuwaczkami. Żyją głównie przy brzegu i potrafią polować na lądzie. Dorosłe prowadzą wodno-lądowy tryb życia.